# Johannes Stockem
Johannes Stockem (Stokem, Stokhem, Jean de Prato alias Stochem) (Stokkem?, 1445 - Hongarije?, rond 1500) was een Zuid-Nederlands zanger en componist. Hij wordt gerekend tot de tweede generatie van de Franco-Vlaamse School.

## Biografische schets
Over het leven van Johannes Stockem is weinig bekend. Wellicht werd hij geboren of was zijn familie afkomstig uit Stokkem, in de 15e eeuw een van de Goede Steden van het prinsbisdom Luik.
In 1455 werd hij genoemd als zanger, wellicht als koorknaap, in het koor van de Sint-Lambertuskathedraal in Luik. In 1478 was hij nog steeds aan deze kathedraal verbonden, nu als canonicus minor aan de zogenaamde "kleine tafel" (Petit-Table) van het Sint-Lambertuskapittel, wellicht als opvolger van Henricus de Prato.
Hij werkte van 1487 tot 1489 als zanger aan de pauselijke kapel in Rome. Daarna bevond hij zich aan het Hongaarse koninklijke hof in Boeda. Door het huwelijk van Beatrix van Napels, dochter van koning Ferdinand I van Napels, met de Hongaarse koning Matthias Corvinus, kregen musici uit Italië meer invloed aan het Hongaarse hof, een ontwikkeling die zich ook aan andere Oost-Europese hoven voordeed.
Johannes Stockem was bevriend met de Brabander Johannes Tinctoris, afkomstig uit het Eigenbrakel en evenals hijzelf werkzaam voor de Kroon van Aragón.

## Werken
Stockem creëerde een aantal muzikaal betekenisvolle chansons in de Nederlandse polyfone stijl. Hij stond in zijn tijd in hoog aanzien. Daarvan getuigt de opname van werk van hem in vroege muziekdrukken. Zo verscheen in 1501 zijn wereldlijke lied Brunette in de Harmonice Musices Odhecaton van Ottaviano Petrucci.
- Bibliothèque nationale de France: cb14827109k (data)
- Gemeinsame Normdatei: 134093380
- International Standard Name Identifier: 0000 0000 7371 4531
- Library of Congress Control Number: nr89016065
- MusicBrainz: 4352fc0f-c943-4f60-ad4b-4378844e96d0
- Virtual International Authority File: 79201034
- WorldCat: E39PBJfrKR4Rtwh7pvYYthVV4q